# بابلو أوكامبو
بابلو أوكامبو هو محامي وسياسي فلبيني، ولد في 25 يناير 1853 في مانيلا في الفلبين، وتوفي بنفس المكان في 5 فبراير 1925. انتخب عضو مجلس النواب في الفلبين ‏.